# Jean-Pierre Hansen (judo)
Pour les articles homonymes, voir Jean-Pierre Hansen et Hansen.
Jean-Pierre Hansen, né le 3 décembre 1957, est un judoka français concourant dans la catégorie des moins de 65 kg.

## Carrière
Champion de France de judo des moins de 65 kg en 1980 et 1986, Jean-Pierre Hansen remporte le Tournoi de Paris en 1985, 1986 et 1987. [Il est médaillé de bronze des moins de 65 kg aux Jeux méditerranéens de 1987.
Il est médaillé d'or aux Championnats d'Europe par équipes de judo en 1986 et aux Championnats d'Europe de judo 1987.

## Distinctions
- 1987 : 3ème du "Trèfle d'Or" du Républicain Lorrain (trophée décerné aux meilleurs sportifs lorrains de l'année)